# Blumenfrau

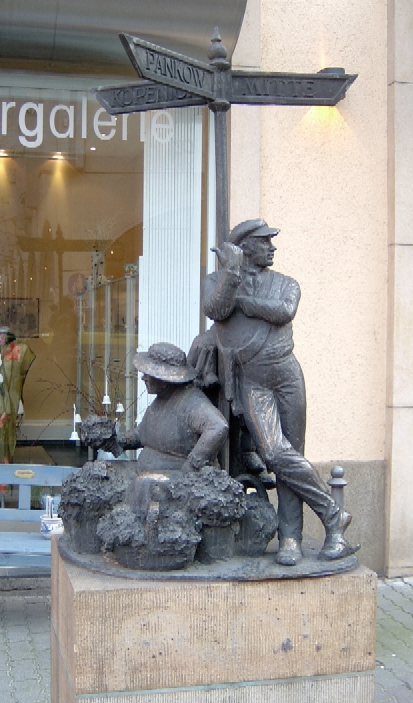
„Berliner Originale“ im Berliner Stadtzentrum, 1987 geschaffen nach Entwürfen von Gerhard Thieme. Neben dem Eckensteher Nante ist links eine Blumenfrau dargestellt.

Blumenfrau ist eine im 18. Jahrhundert aufgekommene volkstümliche Bezeichnung für eine Hökersche, die auf Marktplätzen in Berlin Blumen verkauft(e). Der Zusatz Berliner Original bezeichnet keine wirkliche Person, sondern verkörpert den Berlinischen Charakter und meint „Haare auf den Zähnen haben und mitunter etwas grob sein“. Das beinhaltet(e) meist derbe Dialoge in schnodderigem Berliner Jargon ohne grammatikalische Genauigkeit. Auf diese Art und Weise verschafften sich die Blumenverkäuferinnen Aufmerksamkeit und interessierte Kundschaft. Die Bezeichnung Blumenfrau ist jedoch nicht auf Berlin beschränkt geblieben, auch in vielen andern deutschen Städten wird die Blumenhändlerin als Blumenfrau bezeichnet und geachtet, wie unter anderem die 2010 erfolgte Einweihung eines Denkmals für eine Ehrenbürgerin in Schwerin zeigt.

## Begriffsverwendung und typische Bekleidung
Möglicherweise gab es für die Bezeichnung auch eine reale Person, denn in manchen Darstellungen wird sie Blumenfrau Jette genannt. Dazu sind jedoch keine verbindlichen Materialien überliefert.
Gegen Ende des 20. Jahrhunderts kam die Bezeichnung langsam aus der Mode, weil die Verkaufseinrichtungen und die Verkaufskultur sich grundlegend gewandelt haben. Wenn auch in der heutigen Zeit noch Blumenstände auf Märkten vorhanden sind, ist die beschriebene Verhaltensweise kaum noch anzutreffen.
Die bildlichen Darstellungen der Blumenfrau zeigen die Vorstellungen der Künstler zu diesem Schlagwort – unterschiedliche Situationen beim Angebot und/oder Verkauf von Blumen. Abgeleitet aus der Mode des 19./20. Jahrhunderts werden die Berliner Blumenfrauen meistens mit großem geschmücktem Hut, einem Umschlagtuch über den Schultern und einer weiten knöchellangen Schürze dargestellt, umgeben von Körben und Gefäßen mit Blumensträußen.
Die Erinnerung an diese spezielle Berufsgruppe lebt noch ein wenig fort in der Wahl einer „Blumenkönigin“ auf dem jährlichen Weißenseer Blumenfest.

## Die Blumenfrau in den Medien
Der Maler Otto Antoine fertigte zu Beginn des 20. Jahrhunderts das Gouache-Bild Blumenfrau in der Leipziger Straße an, das unter Kunstkennern als wertvoll eingestuft wird.
Unter dem Titel Das Veilchen vom Potsdamer Platz entstand 1936 ein Spielfilm, dessen Hauptperson ein Blumenmädchen in Berlin ist.
Aus dem Jahr 1988 liegt das Reportage-Buch Blumenfrau und Filmminister, ein Estland-Mosaik von Matthias Biskupek vor.
Sogar ein Gedicht ist auf eine konkret benannte Blumenfrau am Potsdamer Platz im Jahr 1919 verfasst worden.
Die Medien verwenden den einprägsamen Begriff der Blumenfrau weiterhin als Synonym für eine Händlerin mit Blumen.